# Victoria Fyodorova
Victoria Fyodorova (18 de janeiro de 1946 – 5 de setembro de 2012) foi uma atriz e escritora russa-americana. Nascida logo após a Segunda Guerra Mundial, filha do almirante americano Jackson Tate (1898-1978) com a atriz russa Zoya Fyodorova (1909-1981); o casal teve um breve caso antes de Tate ser expulso de Moscou por Joseph Stalin. Victoria Fyodorova escreveu um livro em 1979 denominado The Admiral's Daughter, que aborda sua experiência nas tentativas de se reunir com seu pai.

## Vida pregressa
A mãe de Victoria, Zoya Fyodorova, era uma conhecida atriz soviética bem-sucedida da década de 1930. Em 1945, ela conheceu o Capitão da Marinha dos Estados Unidos, Jackson R. Tate (falecido em 1978), adjunto do Departamento do Estado, em Moscou; e eles tiveram um caso. Tate foi avisado pela Polícia Secreta Soviética para acabar com o relacionamento.
Quando Stalin soube do caso, Tate foi declarado persona non grata e expulso da Rússia. Zoya Fyodorova foi presa e enviada para a Sibéria por oito anos. Sua filha, Victoria, que foi nomeada em homenagem ao Dia da Vitória na Europa, morou com a irmã de sua mãe no Cazaquistão até os 8 anos de idade, quando sua mãe foi libertada, após a morte de Stalin. Victoria também era atriz na Rússia, como sua mãe havia sido. Ela apareceu em vários filmes bem recebidos pela crítica, incluindo uma adaptação de 1970 de Crime e Castigo (em russo: Преступление и наказание).

## Reunião
A professora da Universidade de Connecticut, Irene Kirk, soube da história de Victoria em 1959 e passou anos tentando encontrar Tate nos Estados Unidos. Tate, por sua vez, não sabia que tinha uma filha de seu antigo namoro e nem sequer que sua ex-namorada havia sido presa. Quando Kirk encontrou Tate em 1973, ela intermediou as correspondências entre os dois.
Em 1974, Tate iniciou uma campanha para convencer o governo soviético a permitir que sua filha viajasse para vê-lo. Ela recebeu permissão e chegou aos Estados Unidos em março de 1975, com um visto de viagem de três meses. Ela passou várias semanas em reclusão com o pai na Flórida. Nos Estados Unidos, ela conheceu Frederick Pouy, piloto da Pan American World Airways; e eles se casaram em 7 de junho de 1975, em Stamford, Connecticut, dias antes de seu visto expirar. Seu filho, Christopher Alexander Fyodor Pouy, nasceu em 3 de maio de 1976. Zoya Fyodorova fez uma petição ao governo soviético e foi autorizada a viajar para os Estados Unidos para ficar com a filha durante o parto. Zoya morreu de um ferimento à bala em 1981, sob circunstâncias contestáveis.

## Vida posterior
Victoria Fyodorova se estabeleceu em Stamford, Connecticut. Ela apareceu como uma doutora russa em um episódio de Medical Center em 1975, e no filme Target de 1985. Ela e Pouy se divorciaram em 1990. Em 5 de setembro de 2012, Fyodorova faleceu na cidade de Greenwich Township, Pensilvânia, vítima de câncer de pulmão.

## Livro
- Fyodorova, Victoria; Frankel, Haskel (1979). The Admiral's Daughter. [S.l.]: Delacorte Press. p. 372. ISBN 0-440-00366-0